# Capodanno in giallo
Capodanno in giallo è una raccolta di racconti ambientati durante il periodo di fine anno in cui sei giallisti, italiani e stranieri, pongono i rispettivi protagonisti dei loro romanzi al centro di vicende non prettamente poliziesche.

## La struttura
Poiché i protagonisti dei racconti sono tutti personaggi che compaiono in numerose narrazioni precedenti dei rispettivi autori, ciascun racconto è accompagnato da una breve nota editoriale che contiene cenni storici o biografici utili ai lettori che eventualmente non li avessero ancora conosciuti.

## L'antologia
- Una cena speciale, di Andrea Camilleri [protagonista: Salvo Montalbano]
Montalbano avrebbe voluto passare un Capodanno solitario, ma viene coinvolto in un cenone.
- Il Capodanno del cinghiale, di Marco Malvaldi [protagonista: Massimo Viviani]
Una confraternita di buontemponi in cui si nasconde un assassino.
- L'accattone, di Antonio Manzini [protagonista: Rocco Schiavone]
Un barbone è stato ucciso nello squallore di un mercato rionale
- Capodanno nella casa di ringhiera, di Francesco Recami [protagonisti: gli abitanti della casa di ringhiera]
Una commedia dei piccoli equivoci che un intero condominio si trova ad affrontare.
- Rubacuori a Capodanno , di Esmahan Aykol [protagonista: Kati Hirschel]
Nella pazzesca confusione delle strade del centro Kati cerca un'amica che non è arrivata al consueto appuntamento per i festeggiamenti di fine anno.
- Il Capodanno di Atlante, di Gian Mauro Costa [protagonista: Enzo Baiamonte]
Baiamonte dovrà aiutare una bella quarantenne a rimettere in sesto un ricco industriale tedesco.

## Edizioni
Autori Vari, Capodanno in giallo, Palermo, Sellerio Editore, 2012, ISBN 978-88-389-2816-1.
 Autori vari, Capodanno in giallo (e-book), collana La memoria 911, Palermo, Sellerio Editore, 2012, ISBN 978-88-389-2982-3.